# Club Future Nostalgia
Club Future Nostalgia es un álbum de remezclas de la cantante albano-británica Dua Lipa y la DJ estadounidense The Blessed Madonna. Se lanzó una edición DJ Mix del álbum el 28 de agosto de 2020, con la edición estándar el 11 de septiembre del mismo año. The Blessed Madonna es acreditada solamente en la edición DJ Mix. El álbum fue creado por remezclas de pistas del segundo álbum de estudio de Lipa Future Nostalgia, por una variedad de DJ y productores, incluidos Masters at Work, Larry Heard, Mark Ronson y Stuart Price. También incluye apariciones especiales de Blackpink, Missy Elliott, Madonna y Gwen Stefani.
El álbum recibió críticas generalmente favorables de los críticos de música. Comercialmente, alcanzó el número 28 en el Billboard 200 de Estados Unidos y el número 13 en el Canadian Albums Chart. El álbum también se convirtió en la primera entrada de Lipa y The Blessed Madonna en las listas estadounidenses de Top Dance/Electronic Albums, donde alcanzó la cima.
Club Future Nostalgia marca la primera aparición de los temas previamente inéditos «Love Is Religion» y «That Kind of Woman»; también incluye una remezcla de «Kiss and Make Up» de Lipa y Blackpink, que fue originalmente de la edición súper de lujo del álbum debut de Lipa, Dua Lipa: Complete Edition (2018). La remezcla de The Blessed Madonna de «Levitating», con Madonna y Elliott, fue lanzado como el sencillo principal del álbum el 13 de agosto de 2020. Club Future Nostalgia estuvo acompañado por un visualizador, dirigido por James Papper y Will Hooper.

## Antecedentes
Tras el lanzamiento en marzo de 2020 de su segundo álbum de estudio Future Nostalgia, Dua Lipa no pudo realizar la gira para el álbum debido a la pandemia de COVID-19. Sin embargo, sintió mucha alegría después de ver a sus fans escuchar el álbum en sus casas y en fiestas de Zoom como si estuvieran con ella. Con la intención de «llevar la fiesta a un nivel superior», Lipa solicitó la ayuda de The Blessed Madonna para armar un mixtape de la «vieja escuela» con remezclas de canciones de Future Nostalgia, con samples. Las dos se conocieron en el Festival de Glastonbury en 2019, y The Blessed Madonna remezcló «Electricity» de Lipa y Silk City en octubre de 2018 antes de encontrarse con uno y otro en NYC Downlow. The Blessed Madonna se involucró en el proyecto en mayo de 2020, luego de una llamada de Zoom entre ella y los respectivos equipos de Lipa. Ella asumió la producción ejecutiva y las tareas de A&R para el álbum.
Club Future Nostalgia se creó en dos meses, durante los protocolos de cierre debido a la pandemia de COVID-19. Desde el principio, Lipa y The Blessed Madonna estaban en la misma página en cuanto a su visión del álbum. The Blessed Madonna comenzó creando una lista de samples y remezclas que quería en el álbum, y el equipo de Lipa ya se había contactado a muchos, incluidos Paul Woolford, Jayda G, Gen Hoshino, Larry Heard y Yaeji. The Blessed Madonna trabajó desde el estudio de su casa en Londres, con un flujo de trabajo que consistía en dividir las remezclas en secciones, crear nuevas versiones de ellas e ir y venir con los ingenieros, esperando las apariciones de otros artistas.

### Producción
Al remezclar «Good in Bed», Hoshino pasó incontables días frente a su computadora, tratando de no perder el tiempo. Tenía la intención de mezclar la naturaleza contemporánea de Lipa con la esencia del soul de principios de la década de 1980 y las imágenes electrónicas del mismo período de tiempo. The Blessed Madonna luego se hizo cargo, fusionándola con la remezcla de Zach Witness de la misma canción, aunque se escucha principalmente la remezcla de Hoshino. También lanzó la parte de sintetizador de «Moments in Love» de Art of Noise para estar en tono con «Good in Bed». Finalmente, The Blessed Madonna hizo que Mark Ronson llamara y solicitara «Buffalo Stance» de Neneh Cherry para crear un interludio de radio. Ella eligió la letra «gigoló» de la canción para acompañar el tema de «Good in Bed». La remezcla original de Witness de «Boys Will Be Boys» no incluía los versos de la canción, por lo que The Blessed Madonna lo remezcló, agregando los versos y agregando una pausa de «Think (About It)» de Lyn Collins.
Después de que Lipa mencionó que Jamiroquai es uno de sus puntos de referencia, The Blessed Madonna quiso hacer algo con ellos. Finalmente encontró la edición de Dimitri From Paris de «Cosmic Girl», que solo aparece en vinilo, y la mezcló con «Break My Heart». Para su propia remezcla de «Levitating», The Blessed Madonna originalmente lo creó como si Lipa fuera la única persona en ella. Después de que Madonna y Missy Elliott se unieran a la canción, las dos enviaron sus respectivas versiones a The Blessed Madonna, donde terminó «Frankenstein-eando» las tres versiones juntas. El ingeniero de Madonna, Mike Dean, mezcló la canción y se encargó de su masterización. Heard, acreditado como Mr. Fingers, comenzó su remezcla de «Hallucinate» intentando algunos conceptos de estilo club junto con la voz de Lipa. El remix de «Love Is Religion» de The Blessed Madonna tuvo múltiples versiones, donde tanto ella como los equipos de Lipa tuvieron muchos intercambios.
Yaeji quería sacar diferentes estados de ánimo y emociones para su remix de «Don't Start Now», que encontró difícil de hacer debido al hecho de que la canción es su favorita de Lipa. También usó su propia voz en el remix. Ronson desarmó «Physical» para su remezcla, con la intención de una dirección de Ruff Ryders y un ambiente de R&B electrónico. Cuando el álbum estuvo terminado, Gwen Stefani expresó su deseo de estar en él después de que se le contactara para una muestra de «Hollaback Girl» en la remezcla de «Hallucinate» de Mr Fingers. Al final, ella quería estar en «Physical», en lo que tanto Ronson como The Blessed Madonna la trabajaron rápidamente. La remezcla de «Kiss and Make Up» se creó después de que Lipa expresara su deseo de incluir algunas de sus colaboraciones pasadas, lo que provocó que The Blessed Madonna combinara las voces de la canción con «Rise» de Herb Alpert. Moodymann creó dos versiones de su remezcla de «Break My Heart», que finalmente se colocaron en el disco.
Una vez finalizadas todas las remezclas, The Blessed Madonna editó cada pista, cortándolas y deconstruyéndolas para crear un DJ mix, al tiempo que agregaba efectos de sonido, improvisaciones y muestras.

## Lanzamiento y promoción

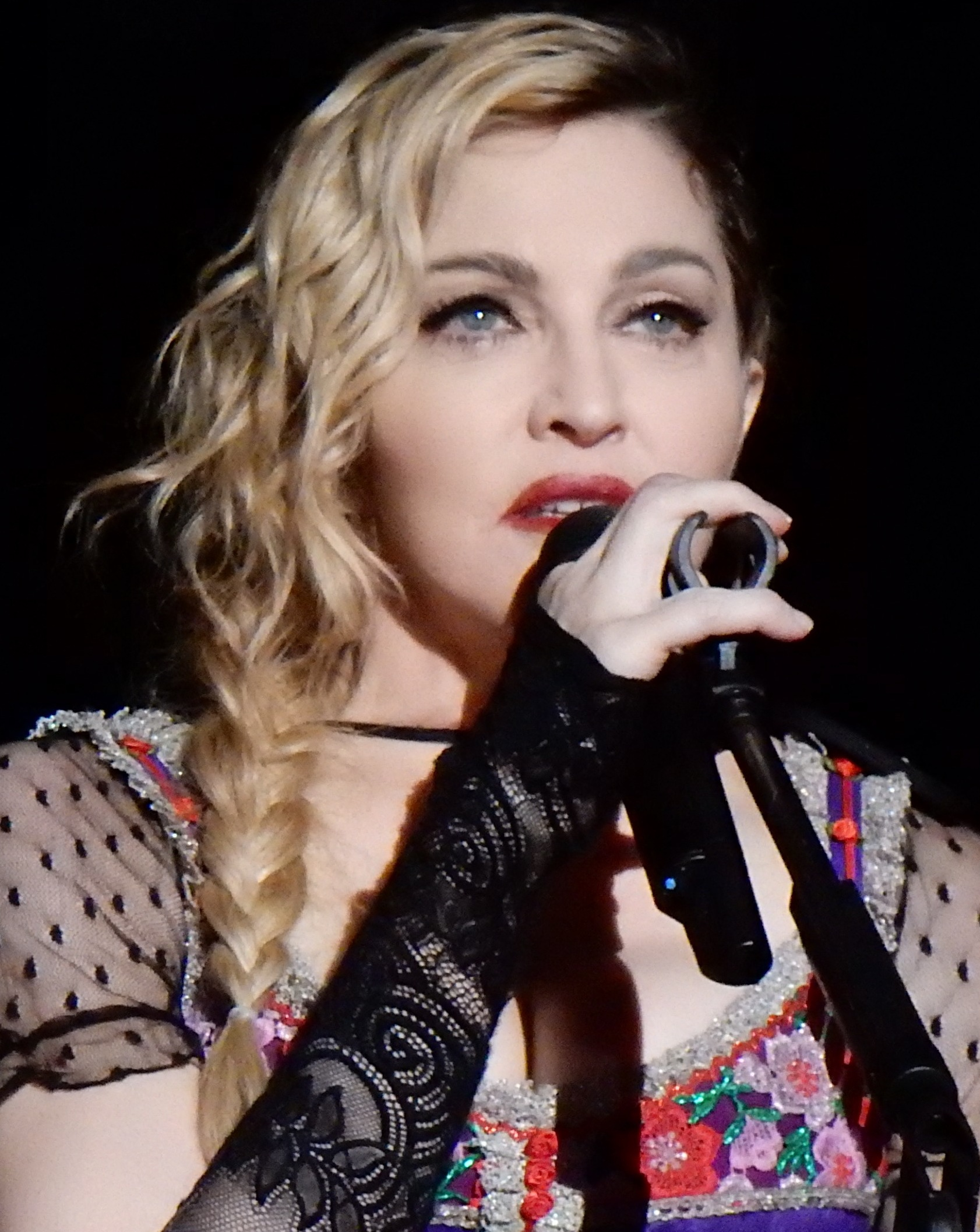
Gira Madonna Rebel Heart 2015 - Estocolmo

Tras el anuncio de la remezcla de «Levitating», Lipa reveló el 4 de agosto de 2020 que la remezcla junto con una remezcla de «Physical» de Mark Ronson con Gwen Stefani, se incluirían en un álbum de remezclas de Future Nostalgia, titulado Club Future Nostalgia. El álbum estaba programado para ser lanzado el 21 de agosto de 2020, sin embargo, el 10 de agosto de 2020, Lipa reveló mientras presentaba Jimmy Kimmel Live! que el álbum se retrasó una semana para crear una animación de cada pista del disco. Una edición DJ Mix del álbum fue lanzada para descarga digital y streaming a través de Warner Records el 28 de agosto de 2020, con la edición estándar sin mezclar, lanzada a través del mismo sello discográfico y para los mismos formatos, a partir del 11 de septiembre de 2020. Club Future Nostalgia marca la primera aparición de las canciones inéditas «Love Is Religion» y «That Kind of Woman».

### Sencillos y otras canciones
La remezcla de The Blessed Madonna de «Levitating» con Madonna y Missy Elliott fue lanzado como el sencillo principal del álbum el 13 de agosto de 2020, junto con el lanzamiento del sencillo oficial de la versión original, sirviendo como el quinto sencillo de Future Nostalgia. Alcanzó el puesto número 10 en la lista estadounidense de sencillos Bubbling Under Hot 100. La remezcla fue promocionada con un video musical de acompañamiento, dirigido por Will Hooper. Cuenta con muchos momentos románticos de un reparto coral, con un tema extraterrestre. Tanto The Blessed Madonna como Madonna están ausentes en el video, aunque Elliott y el novio de Lipa, Anwar Hadid, hacen cameos. El remezcla de «Physical» de Mark Ronson con Gwen Stefani alcanzó el puesto número 33 en Nueva Zelanda. «Love Is Religion», remezclada por The Blessed Madonna, fue elegida como Canción del Verano 2020 por el personal de Billboard y forma parte de la banda sonora de FIFA 21.

### Visualizador
Un visualizador de la edición DJ Mix del álbum se hizo disponible para descarga digital y streaming el 28 de agosto de 2020. A Lipa se le ocurrió la idea cuando preparó su video de «Hallucinate», pensando que era el momento perfecto para que los animadores trajeran su propio mundo con cada canción. Además, pensó que durante la pandemia de COVID-19 sería la única vez que podría hacer esto. El visual fue creado como una colaboración entre las compañías de producción Blinkink and Blink, con producción de Gareth Owen y Corin Taylor.
James Papper de Blinkink se encargó de la dirección de las partes animadas del video, trabajando con trece artistas diferentes. Cada artista tuvo que trabajar bajo las restricciones de la pandemia de COVID-19 desde sus ciudades de origen, que incluían Madrid, Seúl, Sídney, Berlín, Los Ángeles, Vancouver, Nueva York, Kentucky, Gante y Londres. El visualizador de cada pista fue diseñado por un artista diferente, que refleja la estructura del álbum donde cada pista es remezclada por un productor diferente. También se incluyen imágenes de acción en vivo, que fueron dirigidas por Will Hooper de Blink. Incluyen el video musical de «Levitating», así como clips de Lipa con su novio Anwar Hadid.

## Lista de canciones
| Club Future Nostalgia (DJ Mix) |                                                                             |          |  |
| N.º                            | Título                                                                      | Duración |  |
| 1.                             | «Future Nostalgia» (Joe Goddard Remix)                                      | 2:54     |  |
| 2.                             | «Cool» (Jayda G Remix)                                                      | 2:06     |  |
| 3.                             | «Good in Bed» (Zach Witness & Gen Hoshino Remixes)                          | 3:58     |  |
| 4.                             | «Pretty Please» (Midland Refix)                                             | 1:29     |  |
| 5.                             | «Pretty Please» (Masters at Work Remix)                                     | 1:54     |  |
| 6.                             | «Boys Will Be Boys» (Zach Witness Remix)                                    | 3:30     |  |
| 7.                             | «Love Again» (Horse Meat Disco Remix)                                       | 2:56     |  |
| 8.                             | «Break My Heart» (Jamiroquai Cosmic Girl Dimitri from Paris Dubwize Remix)  | 3:00     |  |
| 9.                             | «Levitaing» (The Blessed Madonna Remix featuring Madonna and Missy Elliott) | 3:56     |  |
| 10.                            | «Hallucinate» (Mr Fingers deep stripped mix)                                | 1:53     |  |
| 11.                            | «Hallucinate» (Paul Woolford Extended Remix)                                | 1:49     |  |
| 12.                            | «Love Is Religion» (The Blessed Madonna Remix)                              | 3:29     |  |
| 13.                            | «Don't Start Now» (Yaeji Remix)                                             | 2:54     |  |
| 14.                            | «Physical» (Mark Ronson Remix featuring Gwen Stefani)                       | 2:40     |  |
| 15.                            | «Kiss and Make Up» (featuring Blackpink)                                    | 2:21     |  |
| 16.                            | «That Kind of Woman» (Jacques Lu Cont Remix)                                | 3:13     |  |
| 17.                            | «Break My Heart» (Moodymann Remix)                                          | 6:12     |  |
| 50:07                          |                                                                             |          |  |

| Club Future Nostalgia |                                                                              |          |  |
| N.º                   | Título                                                                       | Duración |  |
| 1.                    | «Levitating» (The Blessed Madonna Remix featuring Madonna and Missy Elliott) | 4:10     |  |
| 2.                    | «Hallucinate» (Paul Woolford Extended Remix)                                 | 5:13     |  |
| 3.                    | «Don't Start Now» (Kaytranada Remix)                                         | 4:27     |  |
| 4.                    | «Physical» (Mark Ronson Remix featuring Gwen Stefani)                        | 3:06     |  |
| 5.                    | «Love Is Religion» (The Blessed Madonna Remix)                               | 3:40     |  |
| 6.                    | «Break My Heart» (Moodymann Remix)                                           | 5:52     |  |
| 7.                    | «That Kind of Woman» (Jacques Lu Cont Remix)                                 | 4:49     |  |
| 8.                    | «Pretty Please» (Masters at Work Remix)                                      | 4:02     |  |
| 9.                    | «Boys Will Be Boys» (Zach Witness Remix)                                     | 3:54     |  |
| 10.                   | «Good in Bed» (Zach Witness Remix)                                           | 3:53     |  |
| 11.                   | «Future Nostalgia» (Joe Goddard Remix)                                       | 4:48     |  |
| 12.                   | «Love Again» (Horse Meat Disco Remix)                                        | 5:31     |  |
| 13.                   | «Cool» (Jayda G Remix)                                                       | 4:06     |  |
| 14.                   | «Don't Start Now» (Yaeji Remix)                                              | 4:17     |  |
| 15.                   | «Hallucinate» (Mr Fingers deep stripped mix)                                 | 1:53     |  |
| 16.                   | «Pretty Please» (Midland Refix)                                              | 1:29     |  |
| 1:18:02               |                                                                              |          |  |

### Interpolaciones
- «Good In Bed (Gen Hoshino and Zach Witness Remixes)» interpola «Buffalo Stance» (1988) de Neneh Cherry y «Moments in Love» (1985) de Art of Noise.
- «Pretty Please (Masters at Work Remix)» interpola «Coffee Pot (Percolator Mix)» (1991) de Cajmere.
- «Boys Will Be Boys" (Zach Witness Remix)» interpola «Think (About It)» (1972) de Lyn Collins.
- «Break My Heart / Cosmic Girl (Dimitri from Paris Edit)» interpola «Cosmic Girl (Dimitri from Paris Dubwize Remix)» (1996) de Jamiroquai.
- «Hallucinate (Mr Fingers deep stripped mix)» interpola «Hollaback Girl» (2005) de Gwen Stefani y «Another Man» (1984) de Barbara Mason.
- «Hallucinate (Paul Woolford Extended Remix)» interpola «The Sun Can't Compare» (2006) de Larry Heard Presents Mr. White.
- «Don’t Start Now (Yaeji Remix)» interpola «Sing Sing» (1978) de Gaz y «Bring Down the Walls» (1985) de Fingers Inc y Robert Owens.
- «Kiss and Make Up (Remix)» interpola «Rise» de Herb Alpert.
- «That Kind of Woman (Jacques Lu Cont Remix)» interpola «Stand Back (Acapella)» (1983) de Stevie Nicks.
- Todas las remezclas de «Love Again» interpolan «My Woman» (1932) de Al Bowlly.
- Todas las remezclas de «Break My Heart» interpolan «Need You Tonight» (1987) de INXS.

## Posicionamiento en listas
| Listas (2020)                                | Mejor posición |
| -------------------------------------------- | -------------- |
| Canadá (Canadian Albums)                     | 13             |
| Estados Unidos (Billboard 200)               | 28             |
| Estados Unidos (Top Dance/Electronic Albums) | 1              |

## Historial de lanzamiento
| País   | Fecha                    | Formato                      | Edición      | Discográfica   | Ref    |
| ------ | ------------------------ | ---------------------------- | ------------ | -------------- | ------ |
| Varios | 28 de agosto de 2020     | Descarga digital y streaming | DJ Mix       | Warner Records | [ 13 ] |
| Varios | 28 de agosto de 2020     | Descarga digital y streaming | Visualizador | Warner Records | [ 21 ] |
| Varios | 11 de septiembre de 2020 | Descarga digital y streaming | Estándar     | Warner Records | [ 29 ] |